# Jordskælvet i Elazığ 2020
Elazığ-jordskælvet i 2020 indtraf klokken 20:55 lokal tid (17:55 UTC) fredag den 24. januar 2020. Jordskælvets størrelse blev bestemt til at være 6,7 Mw. 
Jordskælvets epicenter lå tæt på byen Sivrice i provinsen Elazığ i Tyrkiet og kunne mærkes i de nærliggende provinser Diyarbakır, Malatya, Adıyaman og Samsun og i nabolandene Armenien, Syrien, Libanon og Iran.
Kandilli-observatoriet registrerede jordskælvets størrelse til 6,5 Mw. Mindst 38 mennesker blev dræbt, og mere end tusind blev såret.
| - Kort med den østanatolske forkastningszone / "East Anatolian Fault"(en) - Kort over Elazığ-provinsen og omegn, der viser placering og seismisk intensitet af jordskælvet. Stjernen markerer epicentret. |